# Polizia albanese
La Polizia albanese, ufficialmente Polizia di Stato albanese (in albanese Policia shqiptare, ufficialmente Policia e Shtetit Shqiptar) è la forza di polizia nazionale e civile, principale struttura per l'applicazione della legge in Albania.
È subordinata dal Ministero degli affari interni.
Il crollo del sistema comunista e l'istituzione del pluralismo politico nel 1991 hanno portato importanti modifiche alla struttura della polizia albanese. Il Ministero dell'Ordine Pubblico e la Direzione Generale della Polizia sono stati istituiti nell'aprile 1991 e la nuova legge del luglio 1991 ha istituito la polizia di ordine pubblico. Quasi l'80% della forza lavoro della polizia, cioè il personale che aveva servito sotto il sistema precedente, è stato sostituito da nuove reclute. Il 4 novembre 1991 la polizia albanese è stata accettata come membro dell'Interpol. Il numero di emergenza è 112.

## Storia
L'originale Polizia di Stato fu fondata il 13 gennaio 1913 dal governo di Ismail Qemali, primo primo ministro albanese.

### Crisi del 1997
Dopo il crollo dell'economia albanese nel gennaio-febbraio 1997, a seguito dell'implosione delle "imprese piramidali", le quali funzionavano come banche, ma promettevano ai clienti un tasso di interesse molto alto, attuando la strategia dello schema Ponzi, la crescente insurrezione popolare all'inizio di marzo ha portato gli agenti di polizia e la Guardia repubblicana a disertare in massa poiché divenne chiaro che non sarebbero stati pagati per il loro servizio, lasciando le loro armi sbloccate, che furono immediatamente saccheggiate da sconosciuti, ritenuti per lo più organismi criminali locali e milizie auto-nominate: molte delle armi alla fine degli scontri non furono mai consegnate, ma vendute nei paesi europei o mandate in Kosovo.
L'anarchia portò un certo numero di nazioni a utilizzare le forze militari per evacuare i cittadini, che culmina con l'ONU che autorizza l'operazione Alba, una forza di stabilizzazione militare di breve durata guidata dall'esercito italiano, incaricato di facilitare il rimpatrio degli stranieri e ponendo le basi per un'altra organizzazione internazionale per intraprendere la restabilizzazione a lungo termine. Il dibattito politico si stabilì finalmente in Europa all'interno dell'organismo responsabile del coordinamento diplomatico della difesa del continente, il Consiglio dell'Unione dell'Europa occidentale. In un incontro di 2 ore che si è riunito alle 14.00 del 2 maggio 1997, il Consiglio dell'UE decise di istituire immediatamente la Forza Multinazionale di Proiezione (FMP), inviando nella stessa serata un colonnello della polizia norvegese. La forza italiana dell'operazione Alba ha predicato la struttura dei comandi di FMP passando dai Carabinieri italiani. Seguirono quattro fasi, la valutazione, la ricostruzione, il sostegno del controllo della polizia albanese durante la crisi del Kosovo e, infine, si sono sviluppati e ripartiti all'inizio del 2001, cosa che è stata in qualche modo accelerata prima del trasferimento delle responsabilità operative dell'UEO al Consiglio dell'UE 30 giugno 2001. La ricostruzione ha riguardato principalmente la ricostruzione del sistema giudiziario e la formazione della polizia, ma la sezione Finanza ha anche ospitato gli specialisti economici che rappresentarono il principale riscontro nella correzione del sistema giudiziario.

### Percezione pubblica
Secondo un sondaggio realizzato nel 2009 dall'Agenzia degli Stati Uniti per lo Sviluppo Internazionale, la percezione degli albanesi della polizia è la seguente:
- Su una scala di 0-100 con 0 che è molto onesto e 100 è molto corrotto, ai poliziotti è stato dato un punteggio di 63,1 punti
- Quando viene chiesto in che misura la polizia aiuta a combattere la corruzione, con 0 che è aiuta per niente e 100 che è aiuta molto, alla polizia è stato dato un punteggio di 45,5
- Quando viene chiesto quanta fiducia hanno nelle istituzioni, 0 è la minima fiducia e 100 è la massima fiducia, la polizia ha ricevuto un punteggio di 47,8
- Quando viene chiesto se durante l'anno precedente erano state chieste tangenti, il 7,8% ha detto Sì
- Quando è stato chiesto come sono stati trattati dalla polizia, la percentuale di intervistati che ha risposto "Scarso" o "Molto scarso" è stato del 26,6%, una diminuzione di 10,9 punti percentuali dal 37,5% nel 2005

Dato che questo sondaggio venne eseguito a otto anni dalla partenza della missione di ricostruzione FMP, si deve esprimere grande preoccupazione circa la capacità della forze di polizia di mantenere le norme giuridiche richieste per uno Stato candidato ad entrare dell'UE.

### Modernizzazione e futuro
Nel 2014, il Ministero degli Affari Interni ha avviato un processo di ammodernamento della polizia albanese, per modernizzare le sue attrezzature e metodi. Il primo passo è stato l'acquisizione di nuovi furgoni e incrociatori di polizia, la successiva è stata l'installazione di telecamere da corpo per ufficiali di polizia per migliorare il loro servizio e per essere analizzarli dopo un'operazione. Sono state rielaborate le uniformi di ogni dipartimento della polizia albanese e anche il logo è stato modificato.
Diverse operazioni sono state tenute dagli anni 2014 al 2016, in varie regioni criminalmente attive dell'Albania (es. Lazarat) per ripristinare la fiducia e la convinzione del popolo albanese a sostenere le azioni della polizia. Le telecamere del corpo stanno diventando parte integrante della polizia albanese, rilasciando le registrazioni sulle missioni anti-droga e ad altre di alto profilo poi al pubblico.

## Gradi
|                      | Insegne di grado della Polizia di Stato albanese | Insegne di grado della Polizia di Stato albanese | Insegne di grado della Polizia di Stato albanese | Insegne di grado della Polizia di Stato albanese | Insegne di grado della Polizia di Stato albanese | Insegne di grado della Polizia di Stato albanese | Insegne di grado della Polizia di Stato albanese | Insegne di grado della Polizia di Stato albanese | Insegne di grado della Polizia di Stato albanese |
| -------------------- | ------------------------------------------------ | ------------------------------------------------ | ------------------------------------------------ | ------------------------------------------------ | ------------------------------------------------ | ------------------------------------------------ | ------------------------------------------------ | ------------------------------------------------ | ------------------------------------------------ |
| Uniforme di servizio |                                                  |                                                  |                                                  |                                                  |                                                  |                                                  |                                                  |                                                  |                                                  |
| Uniforme Cerimoniale |                                                  |                                                  |                                                  |                                                  |                                                  |                                                  |                                                  |                                                  |                                                  |
| Gradi:               | Capo Direttore Drejtues Madhor                   | Alto Direttore Drejtues i Lartë                  | Primo Direttore Drejtues i Parë                  | Director Drejtues                                | Capo Commissario Kryekomisar                     | Commissario Komisar                              | Sotto- commissario Nënkomisar                    | Ispettore Inspektor                              | Cadetto Kursantë                                 |

## Unità
| Stemmi | Unità |
| ------ | --- |
|        | Policia e Rendit La Polizia dell'Ordine è incaricata di affrontare questioni di ordine pubblico.                                                              |
|        | Policia Kufitare La polizia di frontiera è responsabile del pattugliamento del confine.                                                                       |
|        | Policia Rrugore La polizia stradale amministra la sicurezza stradale.                                                                                         |
|        | Forcat e Ndërhyrjes së Shpejtë (FNSH) La Forza di Intervento Rapido è l'unità di intervento rapido che si occupa principalmente di casi di disastro naturale. |
|        | Shqiponjat Le aquile sono un'unità di intervento rapido che si occupa delle attività criminali nazionali.                                                     |
|        | RENEA Il Dipartimento di Neutralizzazione degli Elementi Armati è il principale ente antiterroristico e di risposta a incidenti critici.                      |

## Equipaggiamento
- Glock 34
- TT-33
- Beretta 92
- Beretta PX4 Storm
- Beretta APX
- Pistolet Makarova
- Beretta ARX 160
- Heckler & Koch MP5
- Heckler & Koch UMP
- Heckler & Koch MP7
- AK-47
- AKM (fucile d'assalto)
- Sako TRG M10
- Sako TRG 42
- Heckler & Koch HK417

## Galleria d'immagini

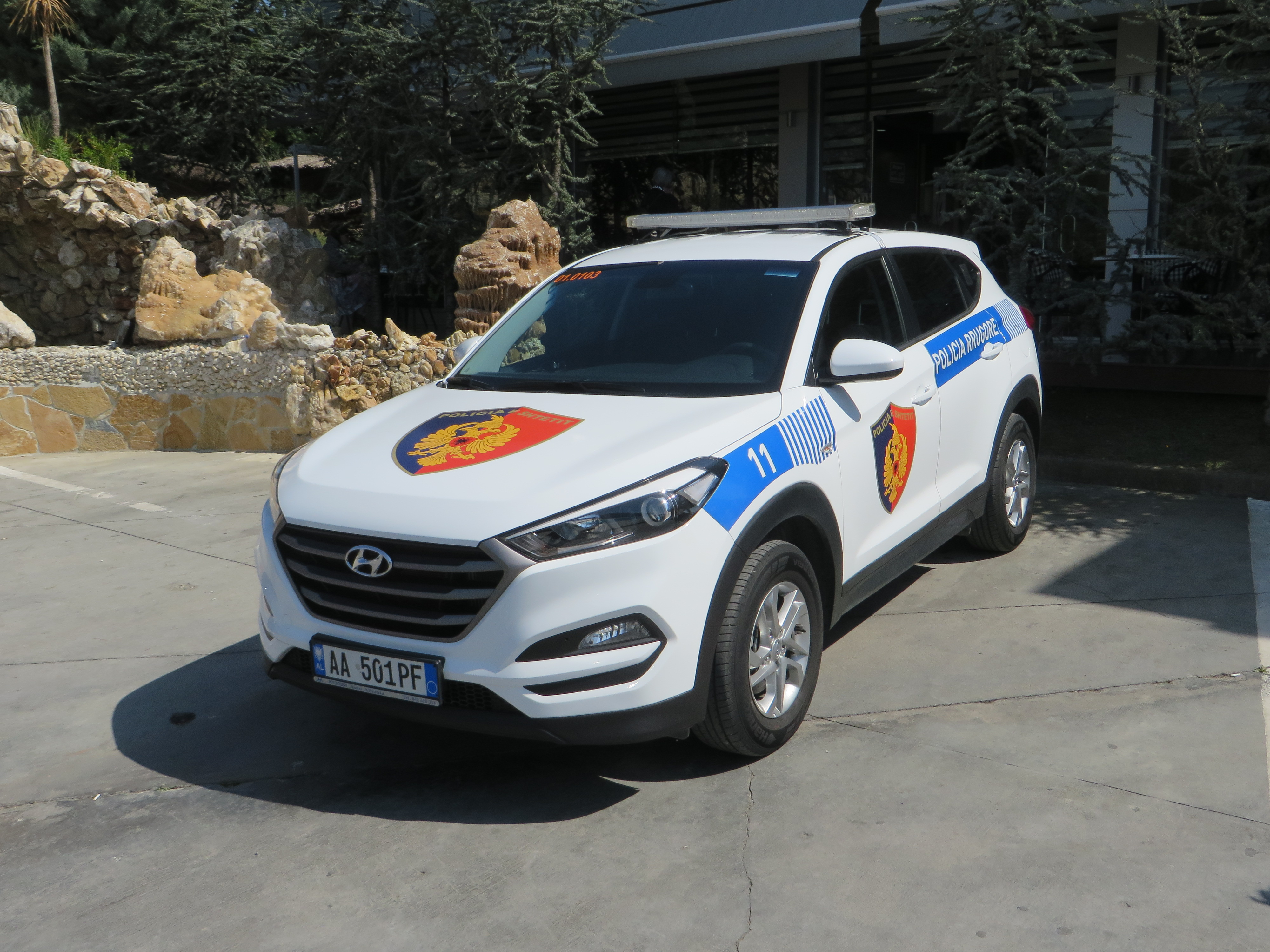
Una Hyundai Tucson utilizzata dalla Polizia
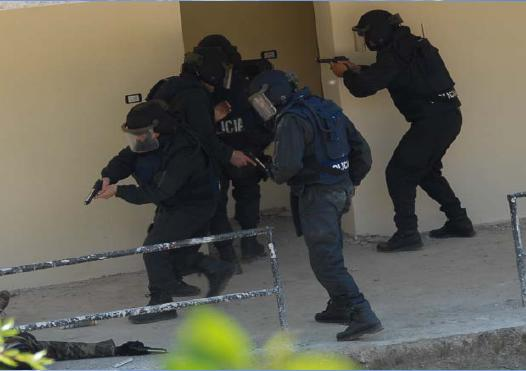
Addestramento della polizia
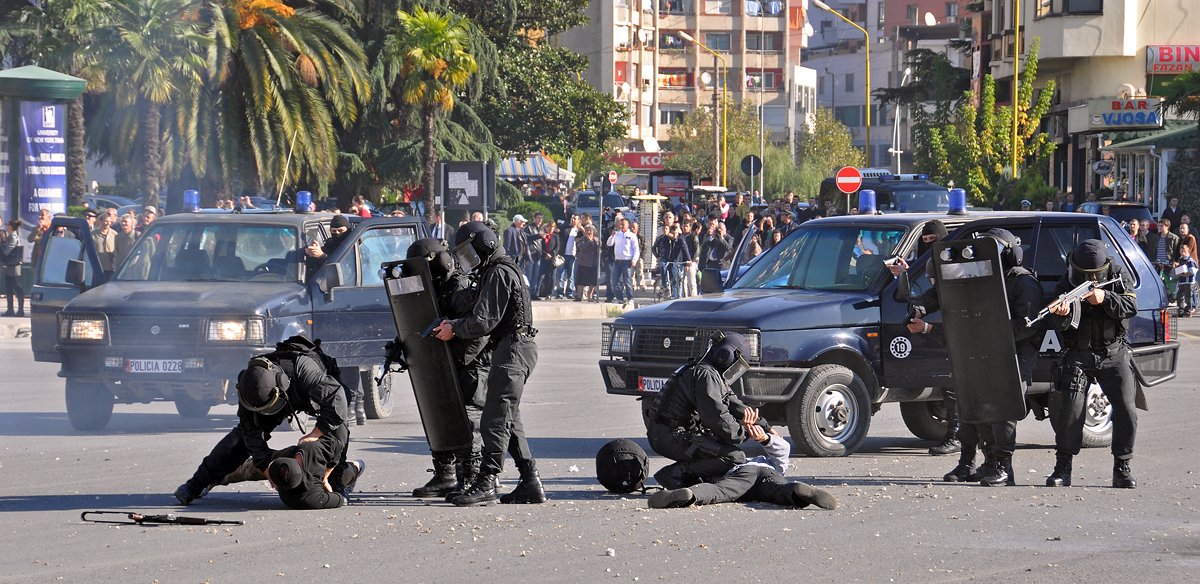
RENEA